# 新ワフド党
新ワフド党（しんワフドとう、アラビア語: حزب الوفد الجديد, ラテン文字転写: Hizb al-Wafd al-Gadid）は、エジプトの政党である。1978年に旧ワフド党が復活する形で結成されたが、わずか3か月で解散に追いやられ、1983年に再々度結成された。現党首は、エル＝サイイド・エル＝バダウィー・シェハータ、副党首はマフムード・アッ＝サア（カ）ー。

## 概要
1952年の7月革命時に、旧ワフド党幹事長を勤めていたフアード・セラゲッディーンによって結成された政党である。経済自由化や人権重視、イスラム教徒とコプト教徒の協調などを党の方針に掲げている。またイスラム法を主要な法源とすることも掲げている。地主など比較的裕福な階層が主な支持者である。
2005年11月の人民議会議員選挙では、444議席中6議席を獲得するに留まった。
2011年の民主化後初の人民議会（下院）選挙では42議席を獲得し、第三党となった。また、2012年1月から2月にかけて行われたシューラー議会（上院）選挙では、公選180議席中14議席を獲得した。
2012年の大統領選挙では、アムル・ムーサに対する支持を表明した。